# Jorge Salmón Jordán
Jorge Fernando Salmón Jordán (Lima, 13 de septiembre de 1937) es un abogado, periodista, empresario y político peruano. Fue alcalde del distrito de San Isidro en el periodo 2003-2006.

## Biografía
Nació en Lima el 13 de septiembre de 1937, hijo de Pablo Salmón de la Jara y de Aída Jordán Cánepa. Estudió en el Colegio Sagrados Corazones Recoleta y en el Colegio Militar Leoncio Prado. Posteriormente, estudió Derecho en la Pontificia Universidad Católica del Perú, graduándose en 1965. 
Fue elegido alcalde del distrito limeño de San Isidro para el período 2003-2006 por el partido Somos Perú, postuló a la reelección, pero la perdió ante Antonio Meier de Renovación Nacional por 42.8% a 26% de los votos.

Volvió a participar en las elecciones del período 2011-2014, y nuevamente fue derrotado, en este caso por Raúl Cantella del Partido Popular Cristiano.
Actualmente, es presidente ejecutivo de Forum Fondo de Proyectos y de Forum Internacional de Publicidad.

## Cargos políticos

### Cargos de elección popular
| Cargo   | Región/prov./dist.     | Proceso electoral | Partido o alianza electoral por la que postuló | Ingreso    | Salida     |
| ------- | ---------------------- | ----------------- | ---------------------------------------------- | ---------- | ---------- |
| Alcalde | Lima, Lima, San Isidro | 2010              | Partido Democrático Somos Perú                 | 01-01-2003 | 31-12-2006 |

## Publicaciones
- Entre la vanidad y el poder: memoria y testimonio (1993).
- Comunicación: más allá de la imagen (2004).
- De calles & callos (crónicas sincrónicas) (2012).